# Хінокі-Мару
Хінокі-Мару — корабель, який під час Другої світової війни брав участь у операціях японських збройних сил. 
Судно спорудили в 1939 році на верфі Kozaki Dock для компанії Sanko Kisen.  
В 1941-му «Хінокі-Мару» реквізували для потреб Імперського флоту Японії і переобладнали у сітьовий загороджувач. 
Відомо, що певний час судно виконувало завдання на сході Нідерландської Ост-Індії, зокрема, здійснило супровід цілого ряду конвоїв, що пройшли по круговому маршруту між островом Хальмахера (північна частина Молуккського архіпелагу) та Новою Гвінеєю, як то:
- конвої 15 – 22 грудня 1943-го та 27 грудня 1943-го – 1 січня 1944-го до Манокварі (північно-східне узбережжя півострова Чендравасіх);
- конвой 6 – 20 січня 1944-го до Каймана (західне узбережжя Нової Гвінеї);
- конвой 9 березня – 5 квітня 1944-го до Сармі (дещо західніше від порту Голландія – сучасної Джаяпури).
10 вересня 1944-го «Хінокі-Мару» перебував у Яванському морі, за чотири сотні кілометрів на північний схід від Сурабаї, де був виявлений та потоплений американським підводним човном USS Pargo.